# 乔治·加伯特
乔治·加伯特（英語：George Garbutt，1903年6月18日—1967年9月21日），加拿大男子冰球运动员，场上位置是前锋。他曾代表加拿大参加1932年冬季奥林匹克运动会冰球比赛，获得一枚金牌。